# Alina Marzi
Alina Marzi (* 19. September 1996 in Eisenstadt) ist eine österreichische Moderatorin und Sportjournalistin. Bekannt ist sie als Berichterstatterin für die MotoGP und Moderatorin für das Format Sport und Talk bei ServusTV.

## Leben
Marzi wuchs in einer sportbegeisterten Familie in Eisenstadt auf. Nach ihrem Schulabschluss im Jahr 2015 begann sie ein Studium der Information, Medien und Kommunikation an der FH Burgenland, das sie 2019 mit dem Bachelor abschloss. Parallel dazu arbeitete sie bei Puls 4 als Redakteurin beim Frühstücksfernsehen. Ihr ersten Erfahrungen vor der Kamera machte sie 2016 im Zuge des Cafe Puls WebFlash. 2020 folgte ein interner Wechsel zu den Puls24 Nachrichten als Moderatorin.
Seit 2022 verstärkt Alina Marzi das Sportmoderatorenteam von Servus TV. Den Großteil des Jahres, reist sie mit der MotoGP um die Welt und berichtet von diversen Rennstrecken.
Zudem unterstützte sie das Reporter- und Moderatorenteam bei der Fußballweltmeisterschaft 2022 in Qatar sowie bei der Fußballeuropameisterschaft 2024 in Deutschland.
In dem Podcast Sport am Wort setzt sich Alina Marzi gemeinsam mit Peter Filzmaier mit Highlights und den großen Sportpersönlichkeiten auseinander. Sie hat unter anderem in einer Bonusfolge über Marc Márquez gesprochen und analysiert, warum die MotoGP populärer sein sollte als die Formel 1.

## Auszeichnungen
- Sportjournalistin des Jahres 2023, Platz 2[1]
- Kurier ROMY Nominierte 2023, Kategorie Sport[1]